# Stora Skärsjön (Sjösås socken, Småland)
Stora Skärsjön är en sjö i Växjö kommun i Småland och ingår i Mörrumsåns huvudavrinningsområde. Sjön har en area på 0,707 kvadratkilometer och ligger 200,1 meter över havet. Vid provfiske har bland annat abborre, braxen, gädda och löja fångats i sjön.

## Delavrinningsområde
Stora Skärsjön ingår i det delavrinningsområde (633027-145882) som SMHI kallar för Utloppet av Madkroken. Medelhöjden är 223 meter över havet och ytan är 66,65 kvadratkilometer. Räknas de 12 avrinningsområdena uppströms in blir den ackumulerade arean 244,42 kvadratkilometer. Avrinningsområdets utflöde Mörrumsån (Åbyån) mynnar i havet. Avrinningsområdet består mestadels av skog (66 %). Avrinningsområdet har 13,17 kvadratkilometer vattenytor vilket ger det en sjöprocent på 19,7 %.

## Fisk
Vid provfiske har följande fisk fångats i sjön:
- Abborre
- Braxen
- Gädda
- Löja
- Mört